# Awiator Kijów
Awiator Kijów (ukr. РК «Авіатор» Київ) – ukraiński kłub rugby, mający siedzibę w stolicy kraju, mieście Kijów, grający od sezonu 1992 w rozgrywkach Superlihi.

## Historia
Chronologia nazw:
- 1963: Spartak Kijów (ukr. РК «Спартак» Київ)
- 1971: KIICA Kijów (ukr. РК КІІЦА Київ)
- 1978: Awiator Kijów (ukr. РК «Авіатор» Київ)
- 1991: Feniks Kijów (ukr. РК «Фенікс» Київ)
- 1995: Awiator Kijów (ukr. РК «Авіатор» Київ)

Klub rugby Spartak Kijów został założony w Kijowie w 1963 roku na bazie sekcji rugby w Kijowskim Instytucie Inżynierów Lotnictwa Cywilnego. W 1965 zostały organizowane pierwsze mistrzostwa Ukraińskiej SRR, do których przystąpił również zespół lotników. W 1966 roku klub debiutował w reaktywowanych Mistrzostwach ZSRR Potem jeszcze w 1969 oraz w latach 1972—1991 uczestniczył w rozgrywkach Wysszej ligi. W 1978 klub zdobył złote medale mistrzostw ZSRR. W latach 1971-1974 klub nazywał się KIICA Kijów, a potem występował pod nazwą Awiator Kijów.
Po uzyskaniu niepodległości przez Ukrainę w 1992 roku klub z nazwą Feniks Kijów startował w pierwszych mistrzostwach Wyszczej lihi, zdobywając srebrne medale. Potem przez kolejne trzy sezony był trzecim w końcowej tabeli. W 1995 klub wrócił do nazwy Awiator Kijów.

## Sukcesy

### Trofea krajowe
| \| \| Zdobyte trofea w rozgrywkach Ukrainy (stan na: 31-12-2020) \| |                                                            |      |                                          |
| Rozgrywki                                                           | Osiągnięcie                                                | Razy | Sezon(y)                                 |
| · Mistrzostwo                                                       | I miejsce                                                  | 0    |                                          |
| · Mistrzostwo                                                       | II miejsce                                                 | 3    | 1992, 2003, 2006                         |
| · Mistrzostwo                                                       | III miejsce                                                | 7    | 1993, 1994, 1995, 2005, 2007, 2008, 2010 |
| II liga                                                             | I miejsce                                                  | 0    |                                          |
| II liga                                                             | II miejsce                                                 | 0    |                                          |
| II liga                                                             | III miejsce                                                | 0    |                                          |
| Ukraina                                                             | Zdobyte trofea w rozgrywkach Ukrainy (stan na: 31-12-2020) |      |                                          |

### Inne trofea
- Mistrzostwa ZSRR:
  - mistrz (1x): 1978
  - wicemistrz (3x): 1974, 1975, 1981
  - 3.miejsce (5x): 1976, 1982, 1984, 1987, 1990

- Puchar ZSRR:
  - zdobywca (3x): 1979, 1982, 1984

- Mistrzostwa Ukraińskiej SRR:
  - mistrz (17x): 1966, 1970, 1972, 1973, 1974, 1977, 1978, 1980, 1981, 1982, 1983, 1984, 1985, 1986, 1987, 1989, 1990
  - wicemistrz (6x): 1965, 1967, 1968, 1969, 1971, 1991
  - 3.miejsce (2x): 1975, 1991

## Struktura klubu

### Stadion
Klub rugby union rozgrywa swoje mecze domowe na stadionie Spartak w Kijowie o pojemności 5 tys. widzów.

### Derby
- Dynamo Kijów (rugby)
- Politechnik Kijów (rugby)
- Argo Kijów
- Antares Kijów